# 香港2012年2月
- 2月2日：政府公佈2012/2013年度財政預算案，推行七項減稅措施，以及一年免差餉和電費津貼等。[1]
- 2月3日：香港大學委任的獨立調查小組，發表有關818事件的調查報告。[2]
- 2月3日：數碼通以電訊管理局即將實施的《公平使用政策新指引》不合理為由，宣佈將於13日起不再推出手機「無限上網」服務，香港多間網絡供應商亦先後跟從其決定。雖然13日數碼通以商業理由突然宣佈「取消」決定，但仍為使用者網絡用量定下上限，超額者將要繳交額外費用。[3]
- 2月5日：渣打馬拉松賽事期間，一名選手衝線後猝死。[4]
- 2月6日：香港浸會大學就香港浸會大學民意調查風波發表調查報告。[5]
- 2月8日：政府證實行政長官參選人梁振英，並未於西九龍填海區概念規劃比賽中申報利益關連。[6]
- 2月13日：明報揭發行政長官參選人唐英年位於九龍塘約道的大宅有僭建，引發唐英年大宅僭建風波。[7]
- 2月19日：香港市民發起反自駕遊遊行。[8]
- 2月19日：新光戲院於結業前夕獲延續合約，預備於復修後繼續營運。[9]
- 2月28日：廉政公署立案，調查曾蔭權疑似瀆職事件。[10]